# Sodoma a Gomora

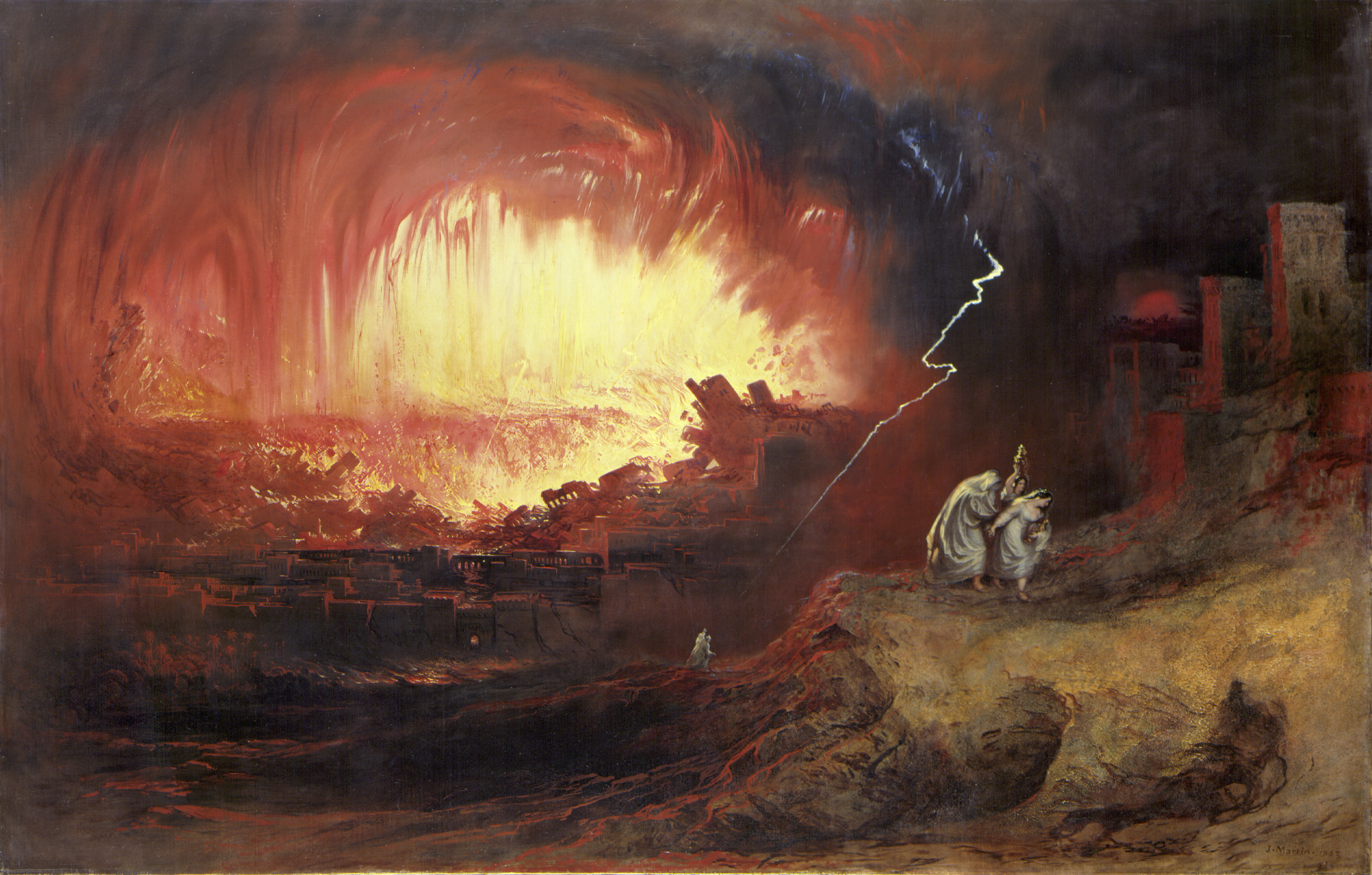
Zničení Sodomy a Gomory od Johna Martina

Sodoma (hebrejsky סְדוֹם‎, řecky Σόδομα Sódoma) a Gomora (hebrejsky: עֲמֹרָה‎ Amora, řecky: Γόμοῤῥα Gómorrha) jsou města zmíněná v biblické knize Genesis i na jiných místech hebrejské bible, Nového zákona a dalších deuterokanonických spisů.
Podle Tóry byla království Sodomy a Gomory ve spojenectví s městy Adema, Seboim a Bela (Sóar). Těchto pět měst leželo v nížině řeky Jordán v jižní části země Kanaán. Tato oblast byla v Genesis přirovnávána k zahradě Boží.
V křesťanské a muslimské tradici jsou Sodoma a Gomora symbolem zatvrzelého hříchu a pádu a příslovečnou manifestací božího hněvu. Sousloví Sodoma a Gomora bylo také používáno jako metafora pro neřest nebo homosexualitu. Do češtiny vstoupil rovněž výraz sodomie ve významu pohlavního obcování se zvířaty.

## Tradiční podání
Kniha Genesis je primárním zdrojem zmínek o Sodomě a Gomoře. Velcí a malí proroci v hebrejské bibli také odkazují k Sodomě a Gomoře.

### Bitva králů
Ve 14. kapitole knihy Genesis je popsána politická situace v Sodomě v době, kdy v ní pobýval Lot. Tehdy Sodomě vládl král Béra a Gomoře král Bríša. Jejich království však nebyla suverénní, protože celé Jordánské údolí ovládali Elamité, kterým vládl král Kedorlaómer. Po čtrnáctileté nadvládě Elamitů se králové Sodomy a Gomory a další tři králové měst v Jordánském údolí vzbouřili. Král Kedorlaómer spolu se svými spojenci vytáhl potlačit povstání v jordánské nížině. K hlavnímu střetnutí došlo v údolí Sidím. Spojené síly králů jordánského údolí byly poraženy a vítězové pak pobrali všechny potraviny a také zajali Abrahámova synovce Lota.
V reakci na zajeti svého synovce zorganizoval Abrahám záchrannou výpravu a spolu s několika spojenci v noci napadl Kedorlaómerovy síly. Přepad byl úspěšný a Abrahámovi se podařilo osvobodit Lota s celým jeho majetkem.

### Zkáza Sodomy a Gomory
Podle Božího soudu byla města zničena ohněm a sírou kvůli svým hříchům.
Zkázu obou měst přežil podle biblického vyprávění pouze Abrahámův synovec Lot, jeho dvě dcery a manželka, která se ještě před odchodem otočila, spatřila zkázu města a proměnila se v solný sloup. Lot se podle biblického vyprávění zastal dvou Božích poslů, kteří přišli prozkoumat situaci a zničit město, když muži ze Sodomy žádali jejich vydání, aby je mohli „poznat“. Slovo „poznat“, v novějším překladu „užít“, znamená ve Starém zákoně v tomto kontextu pohlavní styk.

## Archeologie
Historicita existence Sodomy a Gomory je stále předmětem odborné debaty v archeologických kruzích. Poblíž Mrtvého moře byla objevena archeologická sídliště, jejichž průzkum odhalil zničení spálením a stopy síry. Nejslibnějšími kandidáty jsou naleziště Bab edh-Dhra, objevená americkým rabínem a archeologem Nelsonem Glueckem (1900–1971) v r. 1924, a Numeira, objevená v sedmdesátých letech dvacátého století. Mohl to být i Tall el-Hamman, který byl pravděpodobně zničen asteroidem.